# Día de los Caídos (Estados Unidos)
El Día de los Caídos (en inglés Memorial Day), también Día de la Recordación o Día de la Conmemoración de los Caídos, es una fecha conmemorativa de carácter federal que tiene lugar en los Estados Unidos de América el último lunes de mayo de cada año, con el objetivo de recordar a los soldados estadounidenses que murieron en combate. Inicialmente fue establecido para conmemorar a los soldados caídos de la Unión americana que participaron en la guerra civil estadounidense, aunque tras la Primera Guerra Mundial fue extendido para rendir homenaje a todos los soldados estadounidenses fallecidos en las guerras en las que participó ese país. Forma parte de la «cultura del recuerdo» de la sociedad estadounidense.
Comienza como un ritual de conmemoración y reconciliación tras la guerra civil, aunque posteriormente, a principios del siglo XX, empieza a ser visto como una ocasión para rendir homenaje a los muertos en general. Tal es así que los ciudadanos visitan las tumbas de sus parientes fallecidos, hayan servido en el ejército o no. Asimismo se ha convertido en un día de reunión familiar, donde la gente realiza diversas actividades recreativas como ir de compras o pasar un día en la playa, y de eventos masivos a nivel nacional, tales como las 500 millas de Indianápolis, que se disputan en esta fecha anualmente desde 1911.
Oficialmente el lugar de nacimiento del Día de los caídos es Waterloo (Nueva York) por decisión del presidente Lyndon B. Johnson, desde mayo de 1966. La fecha fue proclamada el 5 de mayo de 1868 por el General John Logan, comandante nacional del Gran Ejército de la República, y se conmemoró por primera vez el 30 de mayo de ese mismo año. Ese día se colocan flores a las tumbas de los soldados de la unión y de los confederados, en el Cementerio Nacional de Arlington (Virginia).
En 1971 el Congreso de Estados Unidos aprobó el acta Nacional de los feriados. Fue el momento que se decidió que el Día de los caídos se conmemoraría el último lunes de mayo, con un fin de semana con tres días de duelo.
Es común que el presidente de los Estados Unidos dé un discurso en esta fecha en el que se recuerde la labor de los soldados caídos en combate.

## Orígenes reclamados
La historia del Memorial Day en los Estados Unidos es compleja. El Departamento de Asuntos de Veteranos de EE. UU. reconoce que aproximadamente 25 lugares afirman haber originado la festividad. En la Universidad Estatal de Columbus Georgia hay un Centro para la Investigación del Día de los Caídos, y la Universidad de Misisipi incorpora un Centro para la Investigación de la Guerra Civil que también ha dirigido investigaciones sobre los orígenes del Día de los Caídos. La práctica de decorar las tumbas de los soldados con flores es una costumbre antigua.
Las tumbas de los soldados fueron decoradas en los Estados Unidos antes y durante la guerra civil estadounidense. Muchas de las afirmaciones de origen son mitos, no respaldadas por pruebas, mientras que otras son dedicatorias de cementerios o tributos funerarios.
En 2014, un esfuerzo académico intentó separar los mitos y los eventos únicos de las actividades que realmente llevaron al establecimiento del feriado federal.

## Precedentes en el sur

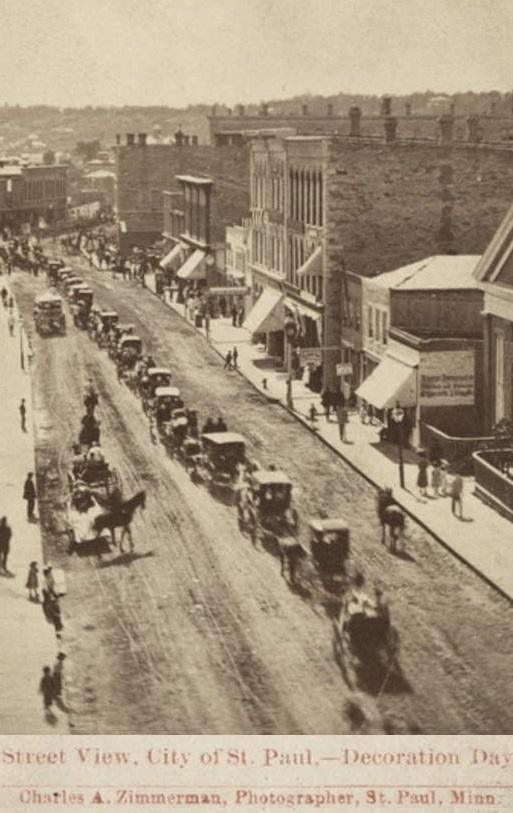
Desfile del Día de la Decoración en St. Paul, Minnesota en 1870

Según el sitio web de la Biblioteca del Congreso de los Estados Unidos, "las mujeres del sur decoraron las tumbas de los soldados incluso antes del final de la Guerra Civil. Los registros muestran que en 1865, Mississippi, Virginia y Carolina del Sur tenían precedentes del Día de los Caídos". Las primeras celebraciones del Southern Memorial Day fueron ocasiones sencillas y sombrías para que los veteranos y sus familias honraran a los muertos y atendieran los cementerios locales. En los años siguientes, la Ladies 'Memorial Association y otros grupos centraron cada vez más los rituales en la preservación de la cultura confederada y la narrativa de la Causa Perdida de la Confederación.

### Warrenton, Virginia
El 3 de junio de 1861, Warrenton, Virginia, fue la ubicación de la tumba del primer soldado de la Guerra Civil en ser decorada, según un artículo del periódico Richmond Times-Dispatch en 1906. Esta decoración fue para el funeral del primer soldado muerto en acción. durante la Guerra Civil, John Quincy Marr, quien murió el 1 de junio de 1861 durante una escaramuza en la Batalla de Fairfax Courthouse en Virginia.

### Savannah, Georgia
En julio de 1862, mujeres en Savannah, Georgia decoraron las tumbas en el cementerio de Laurel Grove del coronel Francis S. Bartow y sus camaradas que murieron en la batalla de Manassas (Primera batalla de Bull Run) el año anterior.

### Jackson, Misisipi
El 26 de abril de 1865, en Jackson, Misisipi, Sue Landon Vaughan supuestamente decoró las tumbas de los soldados confederados y de la Unión. Sin embargo, la primera referencia registrada a este evento no apareció hasta muchos años después. Independientemente, la mención de la observancia está inscrita en el panel sureste del Monumento Confederado en Jackson, erigido en 1891.

### Charleston, South Carolina
El 1 de mayo de 1865, en Charleston, Carolina del Sur, afroamericanos recientemente liberados realizaron un desfile de 10 000 personas para honrar a 257 soldados de la Unión muertos, cuyos restos habían vuelto a enterrar de una fosa común en un campo de prisioneros confederados. El historiador David W. Blight cita informes de noticias contemporáneos sobre este incidente en el Charleston Daily Courier y el New-York Tribune. Aunque Blight afirmó que "los afroamericanos inventaron el Día de los Caídos en Charleston, Carolina del Sur", en 2012, afirmó que "no tiene evidencia" de que el evento en Charleston haya inspirado el establecimiento del Día de los Caídos en todo el país. En consecuencia, los investigadores de Time Magazine, LiveScience, RealClearLife y Snopes han cuestionado esta conclusión.

### Columbus, Georgia
El Servicio de Parques Nacionales de los Estados Unidos y numerosos académicos atribuyen el comienzo de una práctica del Día de los Caídos en el Sur a un grupo de mujeres de Columbus, Georgia. Las mujeres eran la Ladies Memorial Association of Columbus. Estuvieron representados por Mary Ann Williams (Sra. Charles J. Williams) quien, como secretaria, escribió una carta a la prensa en marzo de 1866 solicitando su ayuda para establecer un feriado anual para decorar las tumbas de los soldados en todo el sur. La carta se reimprimió en varios estados del sur y los planes se publicaron en los periódicos del norte. Se eligió la fecha del 26 de abril. La festividad se celebró en Atlanta, Augusta, Macon, Columbus y en otras partes de Georgia, así como en Montgomery, AL; Memphis, TN; Louisville, KY; Nueva Orleans, LA; Jackson, MS y al sur. En algunas ciudades, principalmente en Virginia, se observaron otras fechas en mayo y junio. El general John A. Logan comentó sobre las celebraciones en un discurso a los veteranos el 4 de julio de 1866 en Salem, IL. Después de la Orden General N.º 11 del General Logan al Gran Ejército de la República para observar el 30 de mayo de 1868, la versión anterior de la festividad comenzó a denominarse Día Conmemorativo Confederado.

### Columbus, Misisipi
Un año después del final de la guerra, en abril de 1866, cuatro mujeres de Colón se reunieron para decorar las tumbas de los soldados confederados. También se sintieron conmovidos a honrar a los soldados de la Unión enterrados allí y a notar el dolor de sus familias decorando también sus tumbas. Algunos escritores sostienen que la historia de su gesto de humanidad y reconciliación es la inspiración del Día de los Caídos original, a pesar de que es el último de las inspiraciones reclamadas.

## Precedentes en el norte

### Gettysburg, Pensilvania
La dedicación del cementerio de 1863 en Gettysburg, Pensilvania, incluyó una ceremonia de conmemoración en las tumbas de los soldados muertos. Por lo tanto, algunos han afirmado que el presidente Abraham Lincoln fue el fundador del Día de los Caídos. Sin embargo, el periodista de Chicago Lloyd Lewis trató de argumentar que fue el funeral de Lincoln lo que estimuló la decoración de la tumba de los soldados que siguió.

### Boalsburg, Pensilvania
El 4 de julio de 1864, las damas decoraron las tumbas de los soldados según los historiadores locales en Boalsburg, Pensilvania. Boalsburg se promociona como el lugar de nacimiento del Día de los Caídos. Sin embargo, no existió ninguna referencia a este evento hasta la publicación de la Historia de los 148 Voluntarios de Pensilvania en 1904. En una nota al pie de la historia sobre su hermano, la Sra. Sophie (Keller) Hall describió cómo ella y Emma Hunter decoraron la tumba de Emma. padre, Reuben Hunter. La historia original no explica la muerte de Reuben Hunter que ocurrió dos meses después, el 19 de septiembre de 1864. Tampoco menciona a la Sra. Elizabeth Myers como una de las participantes originales. Sin embargo, una estatua de bronce de las tres mujeres mirando la tumba de Reuben Hunter ahora se encuentra cerca de la entrada al cementerio de Boalsburg. Aunque el 4 de julio de 1864 fue lunes, la ciudad ahora afirma que la decoración original fue uno de los domingos de octubre de 1864.

### Día Nacional de la Decoración
El general John A. Logan, quien en 1868 emitió una proclama llamando al "Día de la Decoración".
El 5 de mayo de 1868, el general John A. Logan emitió una proclama en la que pedía que se celebrara el "Día de la Decoración" anualmente y en todo el país; fue comandante en jefe del Gran Ejército de la República (GAR), una organización de y para los veteranos de la Guerra Civil de la Unión fundada en Decatur, Illinois. Con su proclamación, Logan adoptó la práctica del Día de los Caídos que había comenzado en los estados del sur tres años antes. Los estados del norte rápidamente adoptaron la festividad. En 1868, se llevaron a cabo eventos conmemorativos en 183 cementerios en 27 estados y 336 en 1869. Un autor afirma que se eligió la fecha porque no era el aniversario de ninguna batalla en particular. Según un discurso de la Casa Blanca en 2010, se eligió la fecha como la fecha óptima para que las flores florezcan en el Norte.

### Feriado estatal de Míchigan
En 1871, Míchigan convirtió el "Día de la Decoración" en un feriado estatal oficial y, para 1890, todos los estados del norte habían seguido su ejemplo. No había un programa estándar para las ceremonias, pero por lo general estaban patrocinadas por el Woman's Relief Corps, el auxiliar de mujeres del Gran Ejército de la República (GAR), que tenía 100 000 miembros. Hacia 1870, los restos de casi 300 000 muertos de la Unión habían sido re enterrados en 73 cementerios nacionales, ubicados cerca de los principales campos de batalla y, por lo tanto, principalmente en el sur. Los más famosos son el Cementerio Nacional de Gettysburg en Pensilvania y el Cementerio Nacional de Arlington, cerca de Washington D. C.

### Proclamación de Waterloo en Nueva York
El 26 de mayo de 1966, el presidente Lyndon B. Johnson designó un lugar de nacimiento "oficial" de la festividad al firmar la proclamación presidencial en la que se nombraba a Waterloo, Nueva York, como titular del título. Esta acción siguió a la Resolución Concurrente 587 de la Cámara, en la que el 89.º Congreso había reconocido oficialmente que la tradición patriótica de observar el Día de los Caídos había comenzado cien años antes en Waterloo, Nueva York. El pueblo acredita al farmacéutico Henry C. Welles y al secretario del condado John B. Murray como los fundadores de la festividad. Los estudiosos han determinado que el relato de Waterloo es un mito. Snopes y Live Science también desacreditan la cuenta de Waterloo.

## Historia nacional temprana
En abril de 1865, tras el asesinato de Lincoln, las conmemoraciones se generalizaron. Los más de 600 000 soldados de ambos bandos que murieron en la Guerra Civil hicieron que el entierro y la conmemoración adquirieran un nuevo significado cultural. Bajo el liderazgo de mujeres durante la guerra, se había ido formando una práctica cada vez más formal de decorar tumbas. En 1865, el gobierno federal también comenzó a crear el Sistema de Cementerio Nacional de los Estados Unidos para los muertos de la guerra de la Unión.
En la década de 1880, las ceremonias se volvieron más consistentes en toda la geografía, ya que el GAR proporcionó manuales que presentaban procedimientos, poemas y versículos bíblicos específicos para que los comandantes de correos locales los utilizaran en la planificación del evento local.

### Día Conmemorativo Confederado
En 1868, algunas figuras públicas del sur comenzaron a agregar la etiqueta "Confederado" a sus conmemoraciones y afirmaron que los norteños se habían apropiado de la festividad. La primera celebración oficial del Día de los Caídos Confederados como feriado público ocurrió en 1874, luego de una proclamación por parte de la legislatura de Georgia. En 1916, diez estados lo celebraron, el 3 de junio, el cumpleaños del presidente de la CSA, Jefferson Davis. Otros estados eligieron fechas de finales de abril, o el 10 de mayo, para conmemorar la captura de Davis.
La Ladies Memorial Association desempeñó un papel clave en el uso de los rituales del Día de los Caídos para preservar la cultura confederada. Se adoptaron varias fechas que van desde el 25 de abril hasta mediados de junio en diferentes estados del sur. En todo el sur, se fundaron asociaciones, muchas por mujeres, para establecer y cuidar cementerios permanentes para los muertos confederados, organizar ceremonias conmemorativas y patrocinar monumentos apropiados como una forma permanente de recordar a los muertos confederados. El más importante de ellos fue el de las Hijas Unidas de la Confederación, que creció de 17 000 miembros en 1900 a casi 100 000 mujeres en la Primera Guerra Mundial. Tuvieron "un éxito sorprendente en la recaudación de dinero para construir monumentos confederados, presionando a las legislaturas y al Congreso para el entierro de Confederado muerto y trabajando para dar forma al contenido de los libros de texto de historia".
Para 1890, hubo un cambio del énfasis en honrar a soldados específicos a una conmemoración pública del Sur Confederado. Los cambios en los himnos y discursos de la ceremonia reflejan una evolución del ritual hacia un símbolo de renovación cultural y conservadurismo en el sur. Para 1913, argumenta David Blight, el tema del nacionalismo estadounidense compartía el mismo tiempo con la Confederación.

## Amapolas del Día de los Caídos
En 1915, tras la Segunda Batalla de Ypres, el teniente coronel John McCrae, médico de la Fuerza Expedicionaria Canadiense, escribió el poema "In Flanders Fields". Sus primeras líneas se refieren a los campos de amapolas que crecieron entre las tumbas de los soldados en Flandes.
En 1918, inspirada por el poema, la trabajadora de la YWCA Moina Michael asistió a una conferencia de secretarios de guerra en el extranjero de la YWCA vistiendo una amapola de seda prendida a su abrigo y distribuyó más de dos docenas más a los presentes. En 1920, la Legión Nacional Americana lo adoptó como su símbolo oficial de recuerdo.